# Quadratur

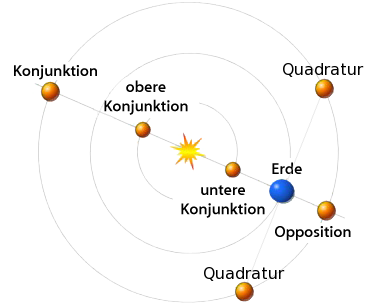
Quadratur-Konstellation. Sonne und Erde bilden Bezugslinie.

Als Quadratur (auch Geviertschein; Astronomisches Symbol: □) bezeichnet man in der Astronomie die Konstellation, bei der ein Himmelskörper von einem anderen einen geozentrischen Winkelabstand von 90 Grad hat. Wird der andere Himmelskörper nicht benannt, handelt es sich meist um die Quadratur zur Sonne, d. h. der Himmelskörper hat gerade eine Elongation von 90 Grad.
Der Mond steht im ersten und letzten Viertel mit der Sonne in Quadratur. Steht ein oberer Planet in Quadratur zur Sonne, so zeigt er sich nicht voll beleuchtet, sondern unter einem gewissen Phasenwinkel {\displaystyle \phi }. Dies ist der Winkel, unter dem Erde und Sonne vom Planeten aus gesehen erscheinen. Der Phasenwinkel {\displaystyle \phi } ist bei Quadratur maximal. Anstelle des Begriffes Quadratur wird daher auch oft von größter Phase gesprochen. Allerdings ist dies nur bei Mars an der Planetenscheibe selbst auffallend. Er hat dann eine Phasengestalt wie der Mond etwa drei bis vier Tage vor bzw. nach Vollmond.
Die unteren Planeten Merkur und Venus können niemals in Quadratur stehen, da ihre größte Elongation kleiner als 90 Grad ist.
Außerhalb des Sonnensystems wird es als Quadratur bezeichnet, wenn sich bei einem Doppelstern- oder Exoplanetensystem der Winkel von 90 Grad zwischen dem Beobachter auf der Erde und dem Begleitstern ergibt, also vom Hauptstern aus gemessen.